# Łęki (Myślenice)
Łęki ist eine Ortschaft mit einem Schulzenamt der Gmina Myślenice im Powiat Myślenicki der Woiwodschaft Kleinpolen in Polen.

## Geographie
Der Ort liegt zwischen dem Pogórze Wielickie im Norden und den Inselbeskiden im Süden am Bach Trzemeśnianka, 3 km östlich der Stadt Myślenice. Die Nachbarorte sind Droginia im Norden, Kornatka im Osten, Trzemeśnia im Süden, sowie Osieczany im Westen.
Das Schulzenamt von Trzemeśnia umfasst im Südwesten den Weiler Bulina, für Jahrhunderte ein Teil von Trzemeśnia.

## Geschichte
Der Ort wurde im Jahr 1347 als Lanka dicta Andreae Libertas (in einer Abschrift aus dem 16. Jahrhundert) erstmals urkundlich erwähnt, als es vom Besitzer Leonard von Banowice (flussabwärts am Trzemeśnianka, jetzt ein Weiler von Droginia) mit Banowice, Wola Marcinowa (späteres Trzemeśnia) an Klemens von Branice verkauft wurde. Der Nebenname Andreae Libertas bzw. Wola deutete auf eine steuerfreie Neugründung in Andreas Besitztum, aber wurde niemals danach benutzt. Der Name Łęki, ursprünglich Łęka bzw. Łąka, von *lǫk//*luk abgeleitet, bezeichnet eine Wiese, eine Flussaue, oder eine Flussbiegung.
Kirchlich gehört es bis heute zur Pfarrei in Trzemeśnia. 1364 war es im Besitz von Sezam von Grodziec und Birowo dicte Ticzka de Lenke, im 16. Jahrhundert der Familie Jordan von Zakliczyn. Politisch und administrativ gehörte das Dorf zum Königreich Polen (ab 1569 in der Adelsrepublik Polen-Litauen), Woiwodschaft Krakau, Kreis Szczyrzyc.
1477 wurde die Siedlung Bulina um eine Glashütte gegründet, ab der Wende zum 19. Jahrhunderts an Łęki als ein Weiler angeschlossen.
Bei der Ersten Teilung Polens kam Łęki 1772 zum neuen Königreich Galizien und Lodomerien des habsburgischen Kaiserreichs (ab 1804).
Nach dem Umbruch des Ersten Weltkriegs in der Schlacht bei Krakau die Front erreichte die Trzemeśnianka. Die Gefallenen wurden in Droginia begraben. 1918, nach dem Ende des Weltkriegs und dem Zusammenbruch der k.u.k. Monarchie, kam Łęki zu Polen. Unterbrochen wurde dies nur durch die Besetzung Polens durch die Wehrmacht im Zweiten Weltkrieg. Es gehörte dann zum Distrikt Krakau im Generalgouvernement.
Von 1975 bis 1998 gehörte Łęki zur Woiwodschaft Krakau.